# Franciszek Bang
Franciszek Bang (kor. 방 프란치스코; ur. w Myeoncheon w ówczesnej prowincji Chungcheong w Korei; zm. 21 stycznia 1799 w Hongju, prowincja Chungcheong) – koreański męczennik, błogosławiony Kościoła katolickiego.
Franciszek Bang urodził się w Myeoncheon w ówczesnej koreańskiej prowincji Chungcheong. Był oficerem. W rodzinnym mieście zetknął się z chrześcijaństwem i po pewnym czasie sam został katolikiem. W celu studiowania katechizmu i modlitwy często spotykał się z Piotrem Jeong San-pil, Wawrzyńcem Pak Chwi-deuk i Jakubem Won Si-bo (którzy w późniejszym czasie również ponieśli śmierć męczeńską).
W 1797 r. podczas prześladowań uwięziono w Korei wielu katolików. Franciszek Bang trafił do więzienia w kolejnym roku. Po upływie sześciu miesięcy został skazany na śmierć z powodu wiary, którą wyznawał. Został stracony 21 stycznia 1799 w Hongju.
Franciszek Bang został beatyfikowany przez papieża Franciszka 16 sierpnia 2014 roku w grupie 124 męczenników koreańskich.
Wspominany jest 31 maja z grupą 124 męczenników koreańskich.